# Kimaris
Kimaris (Cimejes, Cimeies), u demonologiji, šezdeset i šesti duh Goecije koji vlada nad dvadeset legija pakla. Nosi naslov markiza, moćan je, velik, jak i snažan, a kada ga se prizove, pojavljuje se u liku hrabrog ratnika što jaše na dobro vrancu. Ima nadzor nad svim duhovima u dijelovima Afrike. Čarobnjaka može podučiti gramatiku, logiku i retoriku, a dobar je i u otkrivanju izgubljenih i skrivenih stvari i blaga. Također, posjeduje sposobnost i moć pretvoriti čovjeka u ratnika prema njegovim vlastitim očekivanjima.
Etimologija njegova imena nije poznata, ali pojedini autori nagađaju da bi njegovo ime trebalo biti izvedeno od drevnog ratničkog naroda Kimerijaca ili od  troglavog čudovišta Himere.